# Cantone di Le Cannet
Il Cantone di Le Cannet è una divisione amministrativa dell'arrondissement di Grasse.
È stato ridefinito a seguito della riforma approvata con decreto del 24 febbraio 2014, che ha avuto attuazione dopo le elezioni dipartimentali del 2015.

## Composizione
Fino al 2014 comprendeva il solo comune di Le Cannet.
Dal 2015 comprende parte del comune di Le Cannet e il comune di Mougins.